# لاري هوليداي
لاري هوليداي (بالإنجليزية: Larry Holliday)‏ هو متزلج فني أمريكي، ولد في 5 يوليو 1964 في شيكاغو في الولايات المتحدة.